# Robert Musil
Robert Musil (tiếng Đức: [ˈmuːzɪl] hay [ˈmuːsɪl], sinh ngày 6 tháng 11 năm 1880 - mất ngày 15 tháng 4 năm 1942) là một nhà văn người Áo. Cuốn tiểu thuyết chưa hoàn thành của ông với tựa đề "Người đàn ông không có phẩm chất" (tiếng Đức: Der Mann ohne Eigenschaften) được xem là một trong những quan cuốn tiểu thuyết hiện đại trọng nhất, tuy nhiên cuốn tiểu thuyết này không được công bố rộng rãi vì ông công bố chậm và có nhiều câu chuyện phức tạp bên trong.

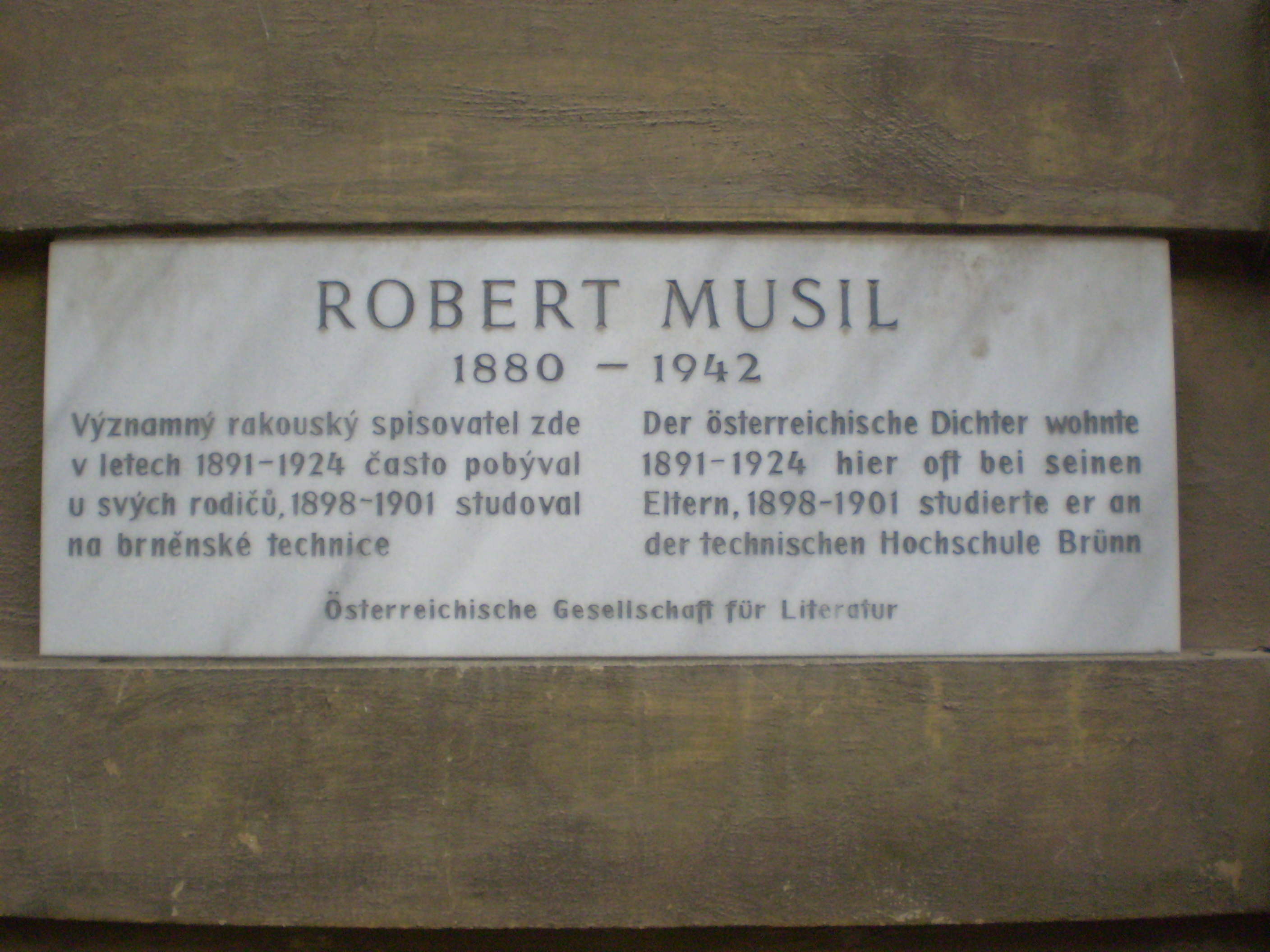
Tấm bảng kỷ kiệm tại Brno